# لودویگ لانگه (فیزیکدان)
 لودویگ لانگه (انگلیسی: Ludwig Lange؛ زاده ۲۱ ژوئن ۱۸۶۳ درگذشته ۱۲ ژوئیهٔ ۱۹۳۶) یک فیزیک‌دان اهل آلمان بود. 